# Округ Луис (Ајдахо)
Округ Луис (енгл. Lewis County) је округ у америчкој савезној држави Ајдахо.

## Демографија
По попису из 2010. године број становника је 3.821, што је 74 (2,0%) становника више него 2000. године.
| Група             | 2000.         | 2010.         |
| Белци             | 3.427 (91,5%) | 3.398 (88,9%) |
| Афроамериканци    | 13 (0,3%)     | 14 (0,4%)     |
| Азијати           | 16 (0,4%)     | 17 (0,4%)     |
| Хиспаноамериканци | 71 (1,9%)     | 128 (3,3%)    |
| Укупно            | 3.747         | 3.821         |